# Qualcomm
Qualcomm Incorporated of kortweg Qualcomm is een Amerikaanse fabrikant van halfgeleiders. Hij is in 1985 opgericht in San Diego en heeft sindsdien kantoren in 157 landen. Het bedrijf is de op twee na grootste fabrikant van processors ter wereld, na Intel en Samsung Electronics. De chips, die onder de Snapdragon-serie vallen, worden veelal gebruikt in mobiele apparaten, waar het bedrijf de grootste leverancier in is.

## Activiteiten
Qualcomm ontwikkelt, produceert en verkoopt halfgeleiders vooral voor mobiele applicaties.
De activiteiten zijn verdeeld over drie bedrijfsonderdelen. 
- Qualcomm CDMA Technologies (QCT), dit onderdeel is verantwoordelijke voor de productie en verkoop van de producten en heeft een aandeel van 70% in de totale omzet van het bedrijf;
- Qualcomm Technology Licensing (QTL) verleent licenties aan andere producenten en dit onderdeel zorgt bijna volledig voor de overige omzet;
- Qualcomm Strategic Initiatives (QSI) is de kleinste activiteit en dit onderdeel doet investeringen in nieuwe veelbelovende technologieën.

Het bedrijf is sterk innovatief en jaarlijks wordt meer dan US$ 5 miljard uitgegeven aan Onderzoek & Ontwikkeling.

### Resultaten
Qualcomm heeft een gebroken boekjaar dat loopt tot ultimo september. Het boekjaar 2020 heeft betrekking op de 12 maanden tot eind september 2020. In 2017 halveerde de winst vanwege een conflict met Apple, een belangrijke klant van het bedrijf. In 2018 leed het bedrijf een fors verlies door de aanpassing van de Amerikaanse belastingwetgeving. Dit alleen drukte de winst vóór belastingen met US$ 5,7 miljard. Verder betaalde het een vergoeding van US$ 2 miljard aan NXP omdat de overname niet doorging.
| Jaar | Omzet      | Bedrijfsresultaat | Nettoresultaat |
| ---- | ---------- | ----------------- | -------------- |
| 2000 | US$ 3197   | US$ 723           | US$ 670        |
| 2005 | US$ 5673   | US$ 2386          | US$ 2143       |
| 2010 | US$ 10.991 | US$ 3283          | US$ 3247       |
| 2015 | US$ 25.281 | US$ 5776          | US$ 5271       |
| 2016 | US$ 23.554 | US$ 6495          | US$ 5705       |
| 2017 | US$ 22.291 | US$ 2614          | US$ 2466       |
| 2018 | US$ 22.611 | US$ 621           | US$ –4964      |
| 2019 | US$ 24.273 | US$ 7667          | US$ 4386       |
| 2020 | US$ 23.531 | US$ 6255          | US$ 5198       |

Qualcomm heeft een beursnotering aan de NASDAQ.

## Geschiedenis
Qualcomm werd in 1985 opgericht. Bij de oprichting speelden Irwin M. Jacobs, Andrew Viterbi, Harvey White, Adelia Coffman, Andrew Cohen, Klein Gilhousen en Franklin Antonio een belangrijke rol. De naam Qualcomm was een samentrekking van QUALity COMMunications. Het begon als een onderzoeksfaciliteit voor de overheid en defensieprojecten. In 1990 werd het eerste CDMA ontwerp gemaakt en twee jaar later begon de eigen productie van CDMA telefoons en zendmasten. In 1999 werden de telecomactiviteiten afgestoten, een deel ging naar het Zweedse Ericsson en de mobiele telefoons naar Kyocera, al bleef Qualcomm de focus houden op mobiele communicatie.

### Bod op NXP
In september 2016 werd bekend dat Qualcomm interesse heeft om de Nederlandse chipfabrikant NXP Semiconductors over te nemen. Ongeveer twee weken later waren beide bedrijven het eens, Qualcomm bood € 43 miljard euro voor NXP. NXP heeft, in tegenstelling tot Qualcomm, eigen fabrieken voor de productie van chips. In 2018 werd duidelijk dat de overname niet door zal gaan. Qualcomm betaalde in dit jaar een vergoeding van US$ 2 miljard aan NXP omdat de overname mislukte.

### Overnamebod van Broadcom
Begin november 2017 heeft chipmaker Broadcom een ongevraagd overnamebod gedaan op Qualcomm. Broadcom biedt US$ 70 per aandeel of US$ 130 miljard in totaal, inclusief de schulden van Qualcomm. Het bod geldt ongeacht of de overname van NXP doorgaat. Als de transactie doorgaat is het de grootste overname in de technologische sector ooit. Na de overname is Broadcom de op twee na grootste chipmaker ter wereld, na Intel en Samsung. Broadcom is in 2016 ontstaan na de overname van Broadcom door Avago. Op 12 maart 2018 blokkeerde president Donald Trump de overname op grond van de nationale veiligheid.

### Misbruik van marktpositie
Qualcomm kreeg in drie jaar boetes wegens oneerlijke mededinging in Taiwan, Zuid-Korea, Volksrepubliek China en de Europese Unie.